# 垂井ひろし
垂井 ひろし（たるい ひろし、1961年 7月27日-）は、日本のイラストレーター、画家。東京都出身。

## 概略
墨画の技法を取入れた独特の描画法で疾走するF1マシンやGTマシンなどモータースポーツ・イラストを描き、レーシングカーの空気感や生の醍醐味を表現する。鈴鹿サーキットをはじめ京都知恩院など全国各地で「墨のF1アート展」を精力的に展開していることで知られている。2010年頃より墨画ライブアートと称して大型作品の実演も行なっている。
元々は、サッカーや大相撲力士などスポーツ選手の似顔絵を描くイラストレーターからスタートし、近年は「現代版大首絵」と称し、軽妙洒脱な似顔絵イラストも得意としている。また、幼少時より日本史や三国志など歴史にも造詣が深く、歴史雑学モノの表紙や挿絵のイラストも数多く手掛けている。雅号は雪嶺。
日本出版美術家連盟会員（2012〜14年、17年〜理事）

## 経歴
- 1984年　東京造形大学デザイン科を卒業。大学卒業後は出版社、編集プロダクション、デザイン事務所などに勤務。
- 1994年、フリーのイラストレーターとして活動開始。
- 1995年、墨画家鈴木缶羊に師事、墨画を学びはじめる。
- 1998年、サッカー日本代表が初めて本大会に出場したW杯フランス大会、日本代表オフィシャルグッズの代表選手似顔絵マフラータオル、Tシャツのイラストレーターとして起用される。
- 1990年代末ころより墨画の技法を取入れたモータースポーツ・イラストを描きはじめる。
- 2002年、サッカーW杯日韓大会開催期間中、読売新聞紙面にて1コマ漫画を発表。
- 2004年、毎年恒例となる鈴鹿サーキットでの「墨のF1」個展が始まる。

## 主な活動

### 個展など
- 2002年　東京、ホンダ本社ビル、ウェルカムプラザ青山『墨のCART・垂井ひろしイラスト展』
- 2003年　オランダ　Zandvoortにて 『Art Work Exhibition at Marlboro Masters』
- 2004年　東京、ホンダ本社ビル、ウェルカムプラザ青山『墨のF1・垂井ひろしイラスト展』
- 2004年　F1日本GP 鈴鹿サーキット『墨のF1・垂井ひろしイラスト展』
- 2005年　F1日本GP 鈴鹿サーキット『墨のF1・垂井ひろしイラスト展』
- 2006年　F1日本GP 鈴鹿サーキット『墨のF1・垂井ひろしイラスト展』
- 2007年　東京渋谷、Gallery LE DECO『墨のF1・垂井ひろしイラスト展 in Tokyo』
- 2007年　ツインリンクもてぎ　Hondaコレクションホール『墨のINDY &F1・垂井ひろしイラスト展 at INDY JAPAN』
- 2007年　東京池袋、アムラックス東京『墨のF1・垂井ひろしイラスト展』
- 2007年　京都、知恩院　和順会館『墨のF1・垂井ひろしイラスト展 at 知恩院』
- 2007年　鈴鹿サーキット（2009 SUZUKA AGAIN）『墨のF1・垂井ひろしイラスト展』
- 2008年　京都、知恩院　和順会館『墨のF1・垂井ひろしイラスト展 at 知恩院』
- 2008年　大阪、アリオ八尾トヨタオートモール『墨のクルマイラスト展』
- 2009年　京都、ぎゃらりぃ西利『鈴鹿墨展+墨のF1アート垂井ひろし展 at 祇園』
- 2009年　東京六本木、 F1 PIT STOP CAFE『墨のF1アート垂井ひろし展 at F1 PIT STOP CAFE』
- 2009年　F1日本GP 鈴鹿サーキットにて『墨のF1アート垂井ひろし展』
- 2010年　鈴鹿サーキットゆうえんち『墨のF1アート展・垂井ひろし鈴鹿墨かきぞめライブ』
- 2010年　イオンモール鈴鹿ベルシティ『墨のF1アート垂井ひろし展』&墨画ライブ
- 2010年　F1日本GP 鈴鹿サーキット『墨ぐらんぷり垂井ひろし展』&墨画ライブ
- 2011年　イオンモール鈴鹿ベルシティ『墨のF1アート垂井ひろし展』&墨画ライブ
- 2012年　幕張メッセ、東京オートサロン・オープニングセレモニーにて墨画パフォーマンス
- 2012年　イオンモール鈴鹿にて『墨のF1アート展』『F1ドライバーズ顔展1987〜』&墨画ライブ
- 2012年　京都、知恩院　和順会館にて『墨ぐらんぷり展』『F1ドライバーズ顔展1987〜』
- 2012年　第1回 富士山マラソン（旧河口湖日刊スポーツマラソン）前夜祭にて墨画ライブ
- 2013年　幕張メッセ、東京オートサロン・オープニングセレモニーにて墨画パフォーマンス
- 2013年　東京新宿、Coffee & Gallery ゑいじう『墨ぐらんぷり垂井ひろし展』
- 2013年　イオンモール鈴鹿ベルシティ『墨のF1アート垂井ひろし展』&墨画ライブ
- 2013年　東京日本橋、伊場仙まちがど展示館『The 歌舞伎役者絵展』
- 2014年　幕張メッセ、東京オートサロン・オープニングセレモニーにて墨画パフォーマンス
- 2014年　東京新宿、Coffee & Gallery ゑいじう『墨ぐらんぷり垂井ひろし展』
- 2014年　富士スピードウェイ、FIA世界耐久選手権、歓迎レセプションにて墨画パフォーマンス
- 2015年　幕張メッセ、東京オートサロン・オープニングセレモニーにて墨画パフォーマンス
- 2015年　ロシア・モスクワ、JAPAN FES "HINODE"にて墨画パフォーマンス
- 2015年　東京新宿、Coffee & Gallery ゑいじう『墨ぐらんぷり垂井ひろし展』
- 2016年　グランドハイアット東京、Excellence Porsche 発表会にて墨画パフォーマンス
- 2016年　東京新宿、Coffee & Gallery ゑいじう『墨ぐらんぷり垂井ひろし展』

グループ展参加多数。

### 自動車系雑誌連載
- 1994年〜2001年　『F1グランプリ特集』（ソニーマガジンズ）
- 1996年〜1997年　『CAR STAGE』（ソニーマガジンズ）
- 1999〜2002年　『オートスポーツ』（三栄書房）
- 2000年　『GPX』（山海堂）
- 2001〜 02年　『Racing On』（ニューズ出版）
- 2001〜04年　『アズエフ』（三栄書房）
- 2001〜04年　『F1速報』（ニューズ出版）
- 2002〜04年　『af The STAGE』（交通タイムス社）
- 2003年　『F1der』（三栄書房）
- 2004〜06年　『GT-Rマガジン』（交通タイムス社）
- 2004〜06年　『GENROQ』（三栄書房）
- 2008年〜2009年　『CARトップ』（交通タイムス社）

### サッカー雑誌連載
- 1995〜97年　『Jサッカーグランプリ』（ソニーマガジンズ）
- 2002〜06年　『Footival』（ソニーマガジンズ）

## 音楽活動
音楽活動については本人の公式サイトのプロフィールで一切触れられていないのであまり知られていないが、イラストレーターとしての活動より長い。

作詞・作曲・ボーカルを手がけるが、楽器は一貫してベースにこだわっている。

中学生でビートルズを知り、楽器の練習をはじめる。

1978年、ロンドンパンクやニューヨークのラモーンズの強い影響を受け「喝!タルイバンド」結成。

最初はサイドギター担当だったが、後にベースに転向。

バンド活動開始当初から長い間「たるい正太郎」を名乗っていたが、近年はイラストレーターと同じ「垂井ひろし」と名乗っている。

学園祭でのライブの他、吉祥寺マイナー、六本木S-KENスタジオで東京ロッカーズ周辺のバンド（鳥井賀句バンド、ノンバンドなど）とギグ。

1981年、ベース担当の片岡理が病気により脱退。垂井がベースに転向。
（後に片岡はスラッヂのギタリストとして音楽活動に復帰）

1982年、アスピリンレコードよりシングル「ダンスそうじき/赤い花咲く緑の丘に」リリース。

1982年末、Vo.として杏子が加入、翌83年8月脱退しBARBEE BOYSに参加。
現在まで続く3人Vo.のトリオ編成（たるい正太郎B　嘉多山信G　杉山靖幸D）となる。

1987年、ザ・バンカース！に改名。

同年、ビデオクリップ集「VIDEO BANK '87」をリリース。

1991年〜94年、ベーシストとして片桐麻美（EPIC SONY）のレコーディングやツアーに参加。

1999年、ザ・バンカース！より脱退、イラストレーターに専念。

2001年、垂井ひろしB　嘉多山信G　杉山靖幸Dのトリオで、喝！タルイバンド活動再開。

## エピソード
東京都立武蔵丘高等学校時代は美術工芸部に在籍、当時若者に人気だったTV番組「銀座NOW!」の洋楽ミュージシャンの似顔絵コーナーに投稿し、グランプリ等複数回受賞。

1984年、喝！タルイバンド、NHK YMF東京大会（NHKホール）で金賞（グランプリ）獲得し東京代表になったが、全国大会には進めず。

1985年、86年、ヤマハ池袋店の予選会からEastWestに出場。86年は中野サンプラザで行われた決勝大会に駒を進め入賞。同じ池袋店の予選会から出場したバンドにJUN SKY WALKER(S)がいたが、彼らは2年とも決勝大会には進めなかった。

1987年から喝！タルイバンドはザ・バンカース！に改名したが、新バンド名は当時何度か競演したザ・コレクターズのリーダー加藤ひさしのアイディアによる。

1988年、BARBEE BOYS全盛期に『杏子 with ザ・バンカース！』として、汐留PITでライブを行い、喝！タルイバンド時代のオリジナル曲などを演奏。

1989年、ザ・バンカース！、TBSイカ天に出場。イカ天キングへの挑戦権、在宅審査員賞を獲得するも、イカ天キングのフライングキッズに完敗。

同年、某レコード会社よりメジャーデビュー予定の「カスタネッツ」のメンバーとして再度イカ天に出場。完奏できず、審査員伊藤銀次より酷評されるも、たるい正太郎個人は吉田建より評価されベストプレーヤー賞を受賞。その1ヶ月後カスタネッツより脱退。

モータースポーツ関連の仕事のきっかけは、音楽関係の仕事で知り合ったソニーミュージックのプロデューサーからソニーマガジンズ月刊「F1グランプリ特集（現Grand Prix Special」編集部を紹介され、1994年の後半から6年に渡る連載が始まった。

90年代末頃より墨画の技法を取入れたレーシングカー・イラストを描きはじめ、99年からはじまった「オートスポーツ」での連載でその技法によるイラストを描き始め、墨のF1の原形になった。

2002年10月、今はなき東京恵比寿のMr.クラフトにて、カメラマンの松本浩明と『F1佐藤琢磨イラスト＆写真展』を開催。佐藤琢磨選手本人もお忍びで会場に訪れた。

2007年10月頃、Video Bank 87の1曲「君はファミコンボーイ」がメンバー、関係者に無断でYouTubeにアップロードされ、アキバ系ブロガーたちの間で「謎のバンド、伝説になるかも」と話題になる。現在この動画は削除されている。

2009年1月12日付け朝日新聞朝刊、2面「ひと」欄にて墨のF1イラストレーターとして紹介される。